# Johann Joseph Meisburger
Johann Joseph Meisburger, auch Meißburger oder Meusburger geschrieben (* 27. Dezember 1745 in Egg in Vorarlberg; † 1. April 1813 in Freiburg im Breisgau), war ein südwestdeutscher Baumeister und Stuckateur des frühen Klassizismus, einer der tüchtigsten Meister der Stuckateurkunst seiner Zeit.

## Identität und Leben
Nach älteren Angaben wurde Johann Joseph Meisburger am 5. Juli 1745 in Bezau, wie Egg in Vorarlberg gelegen, geboren. Recherchen des Ururenkels Hubert Meissburger (* 1916 in Freiburg im Breisgau) haben das als falsch erwiesen. Aus Bezau stammte vielmehr ein anderer Joseph Meisburger, der am 17. März 1832 in Freiburg starb. Entscheidend für die Richtigstellung war ein Heiratseintrag ins Trauregister der Münsterpfarrei Freiburg: „Die 26 Aprilis 1777 sponsalia habuere honorabilis iuvenis Joannes Josephus Meusburger ex Egg Sylva Brigandina filius legitimus Josephi et pudentiae virginis Elisabetha filia legitima spectabilis Bartholomaei Horber“ – „Am 26. April 1777 fand die Vermählung statt des ehrenwerten jungen Mannes Joannes Josephus Meusburger aus Egg im Bregenzerwald, ehelichen Sohnes des Joseph, und der tugendhaften Jungfrau Elisabetha, ehelicher Tochter des ehrenwerten Bartholomäus Horber.“
Johann Joseph Meisburger stammte demnach aus Egg, nicht aus Bezau, was durch das Taufbuch des Pfarramts Egg bestätigt wurde. Die Eltern waren Joseph Meisburger und Catharina geb. Löffin. In Freiburg arbeitete Meisburger vermutlich zunächst in der Werkstatt des dominierenden Stuckateurs Franz Anton Vogel. Am 24. April 1777 kaufte er sich ins Freiburger Bürgerrecht und in die Bauzunft „zum Mond“ ein. Zwei Tage später heiratete er, wie durch den zitierten Eintrag dokumentiert, Elisabeth Horber. Als Franz Anton Vogel nur wenige Wochen darauf starb, konnte Meisburger fortan als sein Nachfolger seinem Handwerk konkurrenzlos nachgehen. Dass er sich außerdem als Baumeister betätigte, trug ihm allerdings Streit mit den Maurermeistern ein. Das Ehepaar Meisburger hatte acht Kinder. Das dritte, Johann Michael (1782–1854), wurde Domkustos für das Freiburger Münster, das vierte, Joseph Anton (1785–1858), Kupferstecher. Das jüngste Kind, Dominik Balthasar (1793–1871), von Beruf Seifensieder, wurde Urgroßvater des Erforschers dieser Genealogie Hubert Meissburger.
Die Familie Johann Joseph Meisburgers wohnte im Haus „Zum heiligen Licht“ auf der Nordseite des Münsterplatzes. Meisburger erbte es von seinem Schwiegervater Bartholomäus Horber, der ihm wohl auch bei der schnellen Einbürgerung half. Das Haus verdankte dem „Bäckerlicht“ seinen Namen, einer Totenleuchte auf dem ehemaligen Friedhof nördlich des Münsters. Das Bäckerlicht wurde 1785 abgebaut, das Haus „Zum heiligen Licht“ im Zweiten Weltkrieg zerstört.
Johann Joseph, seine Frau und die genannten Kinder wurden wie etliche weitere Familienangehörige auf dem Alten Friedhof in Freiburg bestattet. Auf Johann Josephs schlichtem Sandstein-Grabkreuz steht:
HIER RUHET

JOSEPH MEISBURGER

STOCKODOR UND MAURER

MEISTER

GEBOHREN MDCCXLIV

GESTORBEN MCCMXIII

ALT LXIX JAHR
Die Inschrift schafft mit dem Geburtsjahr 1744 eine Unsicherheit, die von Hubert Meissburger nicht diskutiert wird.

## Werke
Mit Meisburgers Werk hat sich besonders der Lehrer und Kunsthistoriker Hermann Brommer befasst. Von ihm stammen auch die Angaben in Norbert Liebs Buch Die Vorarlberger Barockbaumeister, und er hat diese Angaben später ergänzt. Viele Werke sind Zuschreibungen, gegründet unter anderem auf die Konkurrenzlosigkeit Meisburgers im Breisgau seiner Zeit (siehe oben). War Meisburger als Baumeister – das bedeutete damals Architekt und Bauunternehmer – tätig, so ist nach Brommer doch sein Werk als Stuckator bedeutsamer, für das er dem einleitend zitierten Urteil von Joseph Sauer zustimmt.

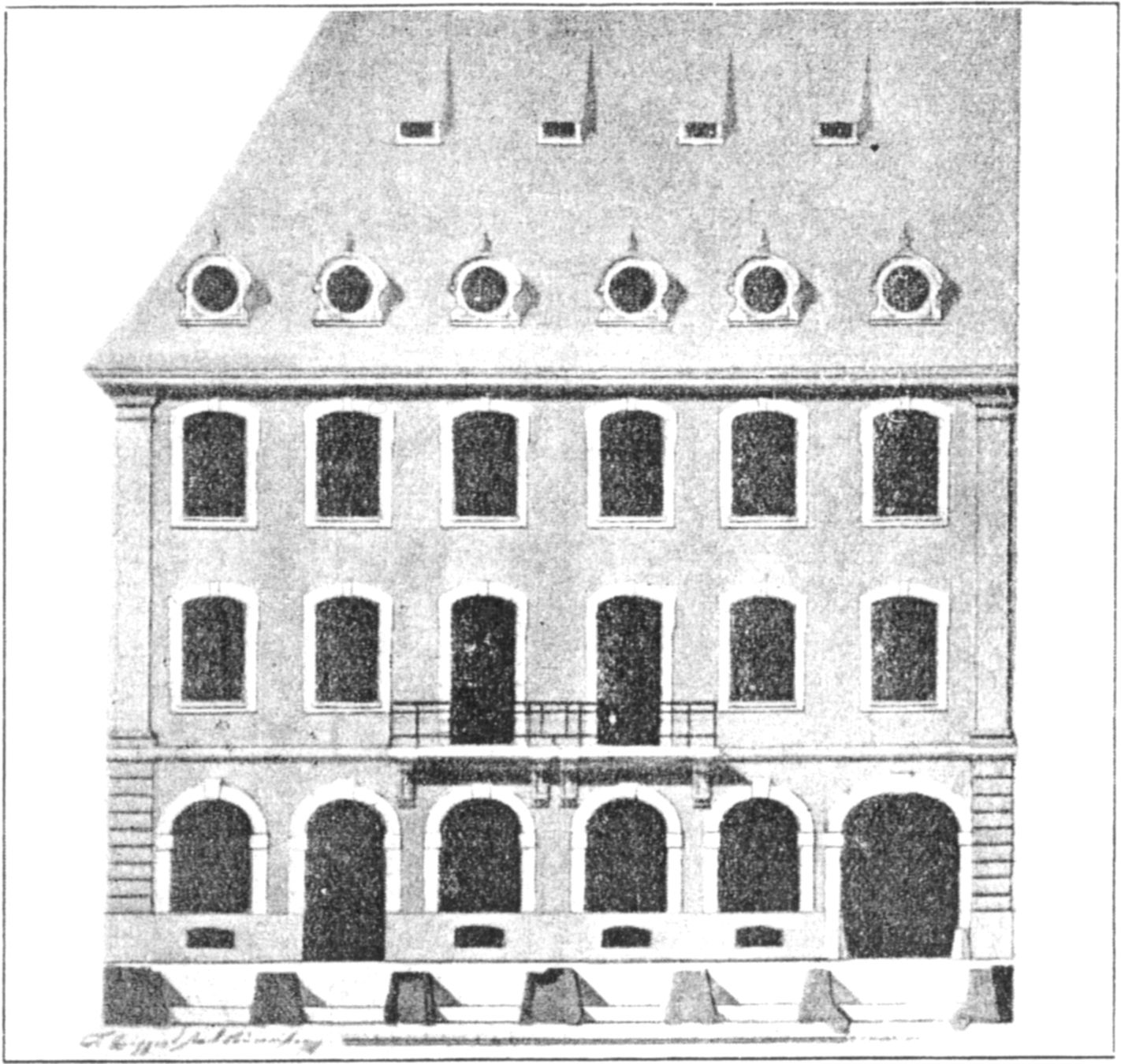
Entwurf für ein Haus an der Freiburger Kaiserstraße

### Tätigkeit als Baumeister
- 1784 Schulhaus von Haslach im Kinzigtal[12]
- 1787 Seitenflügel und hofseitiger Portikus von Schloss Umkirch
- 1787 Schulhaus von Merdingen, 1978 abgerissen[13]
- 1787 Turmhaube mit Laterne sowie Reparatur des Dachs der Pfarrkirche St. Vincentius in Neuershausen, einem Ortsteil von March im Breisgau
- 1789 Umbau des Pfarrhauses von Ebnet
- 1801 Entwurf für Änderungen am Historischen Kaufhaus von Freiburg im Breisgau
- 1801 Entwurf für ein Haus an der Freiburger Kaiserstraße
- 1812 Pfarrkirche St. Mauritius in Oberbergen, einem Ortsteil von Vogtsburg im Kaiserstuhl[14]

### Tätigkeit als Stuckateur
- 1775 Der Stuck in der Pfarrkirche St. Peter in Endingen am Kaiserstuhl ist nach Brommer mit Sicherheit ein Werk der Vogel-Meisburger-Werkstatt. „Musikinstrumente, Palmwedel, Cäcilia- und König David-Medaillons an der Orgelempore, die Apokalypsemotive am Chorbogen und die Sinnbilder des alt- und neutestamentlichen Hohepriestertums im Hochaltarbereich sind so typisch und stimmen oft bis in Einzelheiten hinein mit Meisburgers Stuckaturen in den Stadtpfarrkirchen Ettenheim und Haslach im Kinzigtal überein, daß nicht der geringste Zweifel an der (Mit-)Autorschaft <Meisburgers> erlaubt ist. Er hatte 1775 schon von der spritzigen Lebhaftigkeit des Rokoko Abschied genommen.“ Die Engel-Skulpturen am Endinger Hochaltar stammen von dem spätbarock-klassizistischen Freiburger Bildhauer Joseph Hörr, mit dem Meisburger auch später zusammenarbeitete.[15]

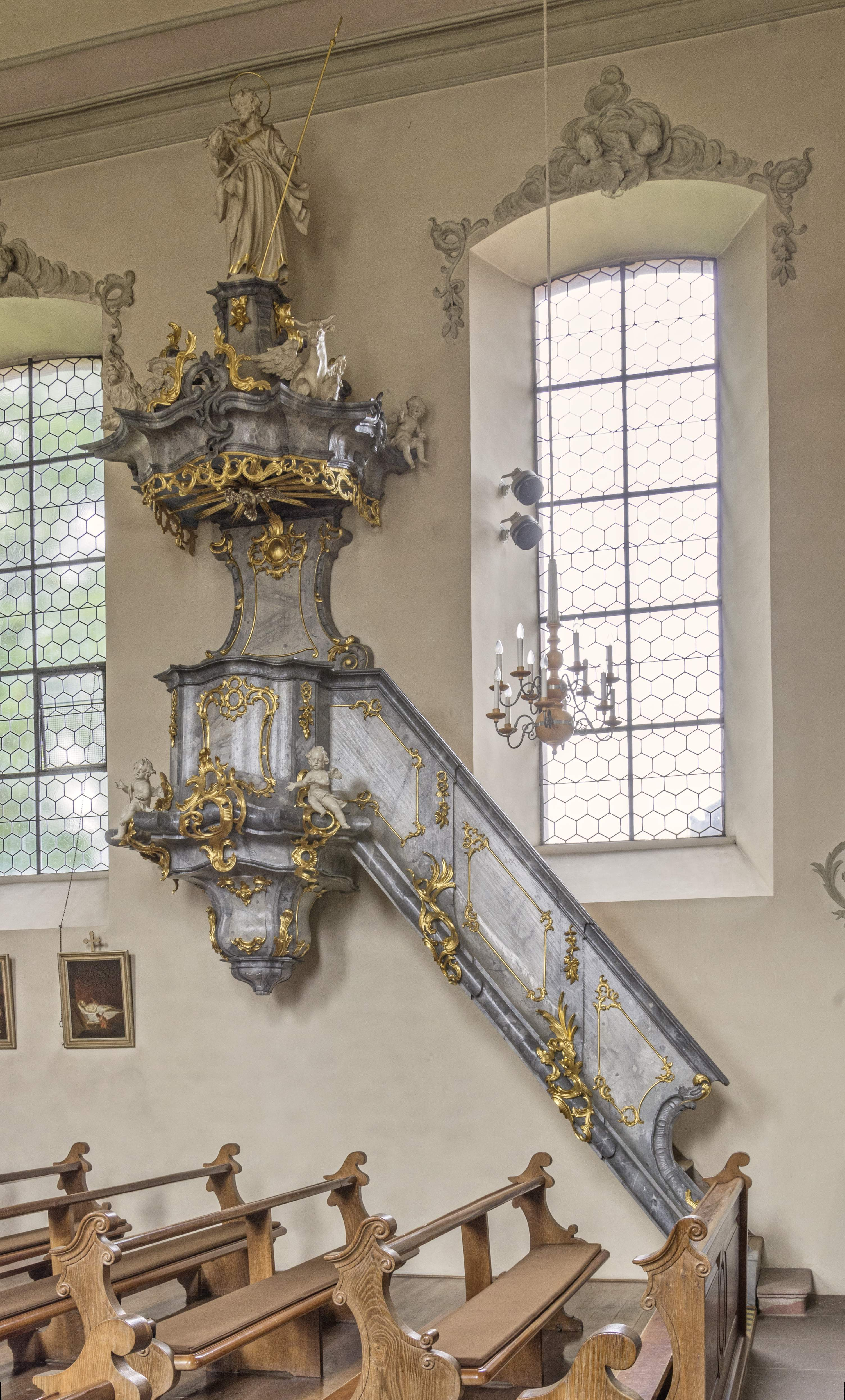
St. Pankratius Holzhausen, Nordwand des Schiffs

- 1777 Stuck im Chor der Pfarrkirche St. Bartholomäus in Ettenheim.[16] Der örtliche Chronist Joann Conrad Machleid (1708–1794) berichtet: „Der Stuckador ist ein Burger von Freiburg, sonsten ein Tiroler von Geburt. Die Stockadorarbeit ist illuminiert als Perlefarb, das Flache und Glatte weiß.“ Brommer weist auf den etwas steifen, einheitlich durchlaufenden Profilrahmen des Hauptbildes,[17] die Bildkartuschen in den pilastergestützten Gewölbezwickeln sowie die Rahmung der Fenster und Stichkappenansätze mit Wolken und Engelsköpfchen hin. „Feierliche Würde und zarte Anmut paaren sich zu der eigenen Stimmung des frühen Klassizismus, mit dem die Barockzeit ausklang.“[18]
- 1777 Stuckdekor von Hauptportal und Taufkapelle der Benediktiner-Abtei Ettenheimmünster
- ohne Jahresangabe Deckenstuck im Chor der Wallfahrtskapelle Maria Sand in Herbolzheim[19]
- 1777/81 Profilleisten der Decke sowie Verzierungen an der Brüstung der Orgelempore und über den Fenstern, im Chor mit religiösen Symbolen, in der Pfarrkirche St. Pankratius in Holzhausen, einem anderen Ortsteil von March im Breisgau
- 1781/83 Stuck im Schloss von Neuershausen
- 1781 zwei Stuckmarmoraltäre für die Kartause Freiburg, die nach deren Auflösung 1784 in die Pfarrkirche St. Arbogast in Haslach im Kinzigtal gelangten, bei deren Umgestaltung 1906 bis 1907 aber beseitigt wurden.[20]
- 1782/83 Im Langhaus von St. Arbogast in Haslach im Kinzigtal sorgte Meisburger „mit seinen ausgezeichneten Stuckarbeiten für die frühklassizistischen Decken-, Brüstungs- und Wanddekorationen, die dem Innenraum der Kirche die charakteristische Note aufprägten“. Im Hauptfeld der Langhausdecke symbolisieren Kreuz, Anker und Kelch die theologischen Tugenden Glaube, Hoffnung und Liebe. Die drei Engelsköpfchen schuf wiederum Joseph Hörr.[20]
- 1784 Stuck in der Residenz der Fürstabtei St. Gallen in Ebringen im Breisgau, die heute Rathaus ist[21]
- 1784/85 Stuck am Hochaltar der Ebringer Pfarrkirche St. Gallus und Otmar,[22] Er ist „ein typisches Kind des kühlen und strengen Klassizismus, der von Frankreich her <...> Einzug hielt. Alle Schnörkel vermeidend, ist er in den strengen Linien von Waagrechten und Senkrechten aufgebaut, wobei die Fenster in den Schrägseiten der Chorwände miteinbezogen werden“. Die Mitte des Altars nimmt ein vergoldetes Relief der Anbetung der Hirten von Joseph Hörr ein.[21]

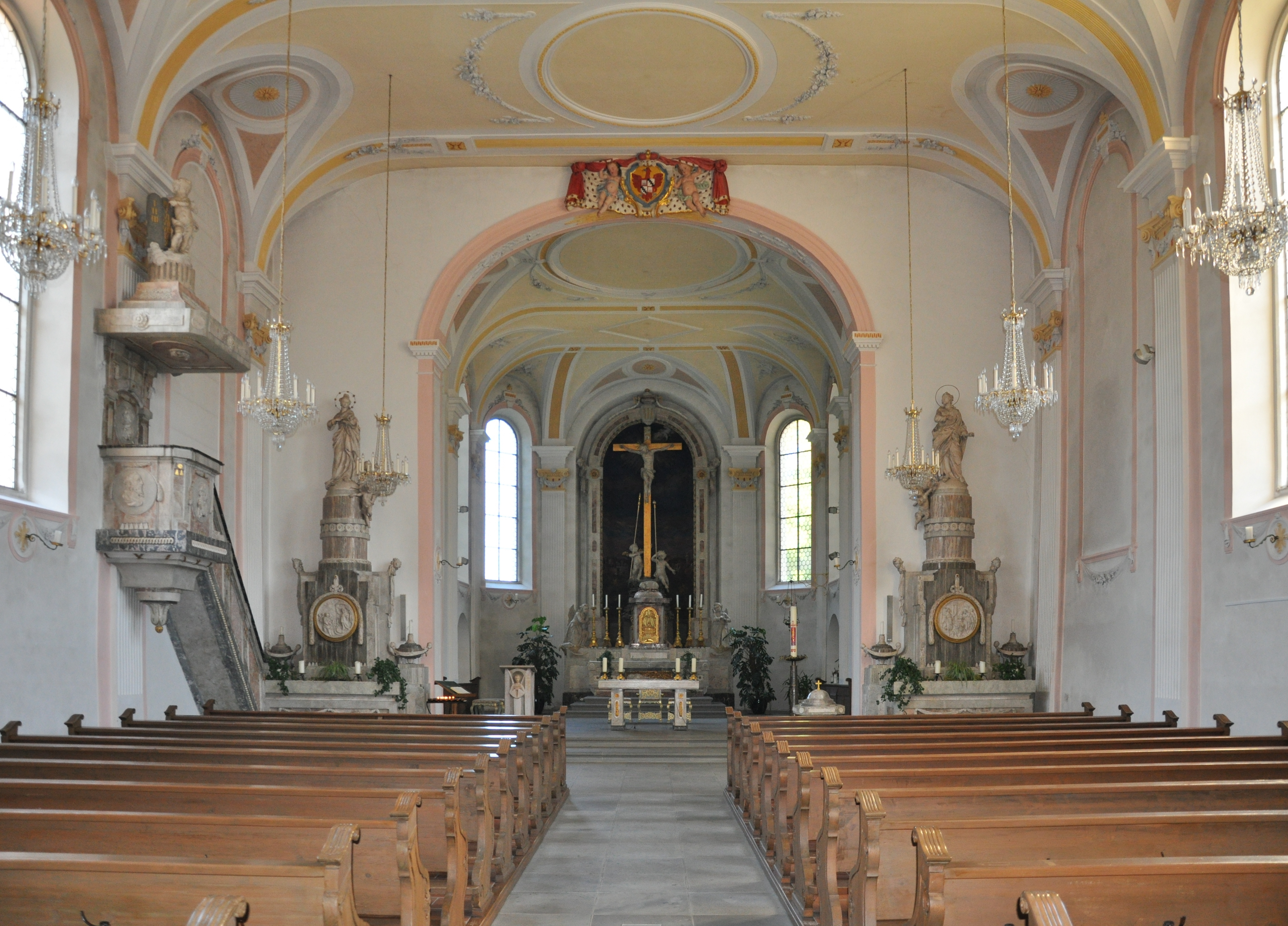
Heiligkreuz Stühlingen, Blick zum Chor

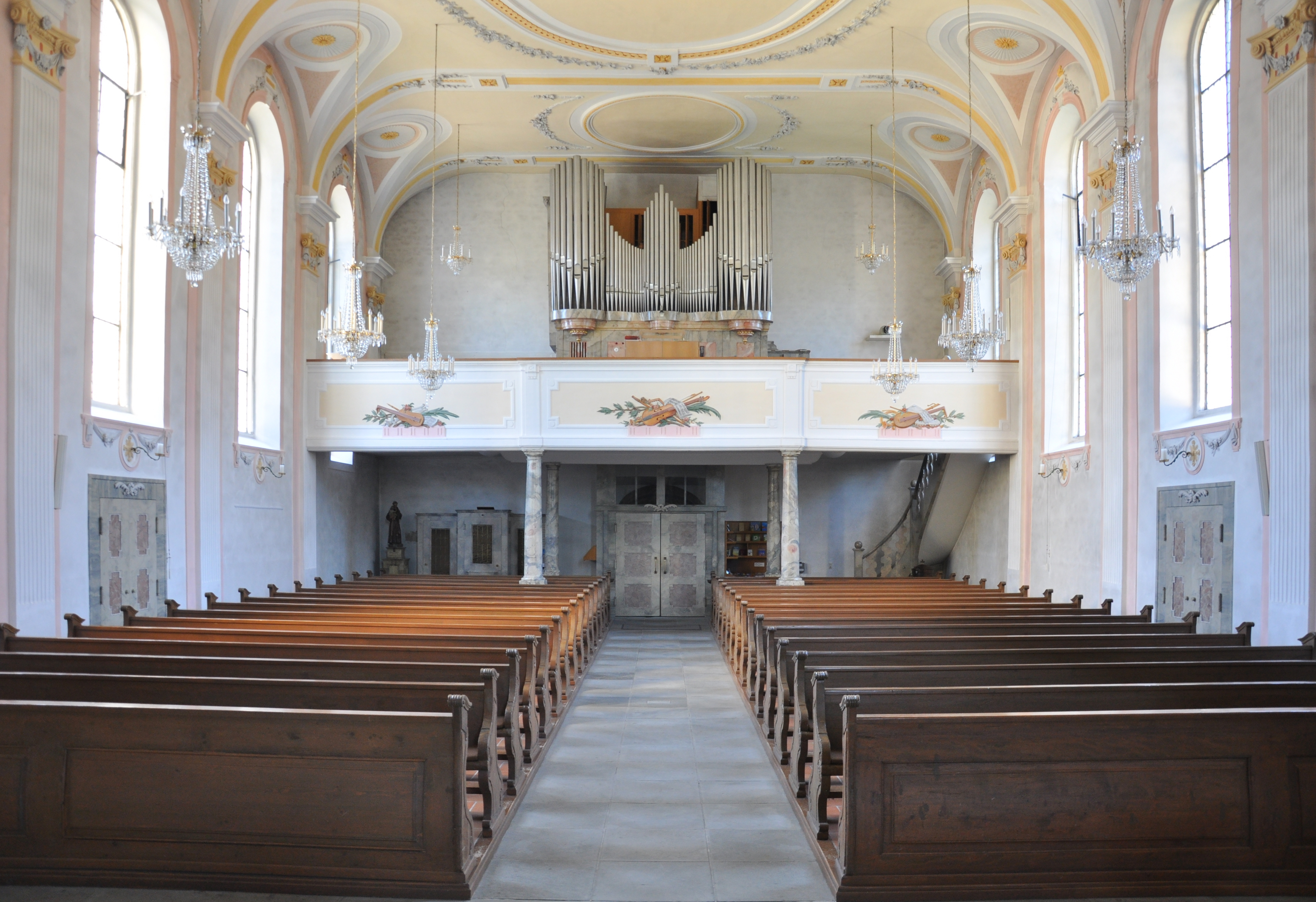
Heiligkreuz Stühlingen, Blick zur Orgelempore

- 1786 Zarter frühklassizistischer Stuckdekor[23] in der Pfarrkirche Heiligkreuz in Stühlingen im Landkreis Waldshut
- 1789 Stuck im Pfarrhaus von Ebnet